# Javerlhac-et-la-Chapelle-Saint-Robert
Javerlhac-et-la-Chapelle-Saint-Robert – miejscowość i gmina we Francji, w regionie Nowa Akwitania, w departamencie Dordogne.
Według danych na rok 1990 gminę zamieszkiwały 1064 osoby, a gęstość zaludnienia wynosiła 36 osób/km² (wśród 2290 gmin Akwitanii Javerlhac-et-la-Chapelle-Saint-Robert plasuje się na 404. miejscu pod względem liczby ludności, natomiast pod względem powierzchni na miejscu 285.).